# Stênio Gomes da Silva
Stênio Gomes da Silva (Baturité, 2 de janeiro de 1907 — Fortaleza, 29 de julho de 1961) foi um político brasileiro.
Exerceu o mandato de deputado federal constituinte pelo Ceará em 1946 e foi vice-governador do mesmo estado entre 1º de julho de 1954 e 25 de março de 1955.

## Biografia
Nascido em Baturité, no norte do Ceará, Stênio Gomes da Silva é filho de Luís Gonzaga Gomes da Silva, desembargador, e de Maria do Espírito Santo Barreira Gomes da Silva. Bacharelado em ciências jurídicas e sociais pela Faculdade de Direito do Ceará, começou atuando como promotor em seu Estado por dois anos. Logo em 1934, elegeu-se deputado pela Assembléia Constituinte do Ceará, tornando-se membro das comissões de Constituição e Justiça e de Finanças.